# Igreja Nacional Presbiteriana do México
A Igreja Nacional Presbiteriana do México (Iglesia Nacional Presbiteriana de México AR) é a segunda maior igreja protestante, e a maior denominação Reformada no México e a maior na América Latina. Ela está presente em todo o país e toda a população. É particularmente forte nos estados de Tabasco, Chiapas, Campeche, Yucatán, Nuevo León e Cidade do México.
Hoje, ele é composto por mais de 6.000 igrejas e quase 2.800.000 de membros. A Igreja Nacional Presbiteriana está crescendo rapidamente.

## História e formação da igreja

### Primeiros anos
O início do presbiterianismo no México remonta a 1827 com a chegada de Diego Thompson. um agente da Sociedade Bíblica Britânica e Estrangeira, ele trouxe Bíblias descarga em Veracruz. Pioneiros do presbiterianismo no México incluem: Dr. Julio Mallet Prevost, WG Allen, Melinda Rankin, Rev. AJ Park e Arcadio Morales.

### Os Primórdios
A Igreja Nacional Presbiteriana do México foi estabelecida por missionários dos EUA. Por volta de 1872, as Igrejas Presbiterianas do Norte e do Sul, a Igreja Presbiteriana Reformada Associada e a Igreja Congregacional nos Estados Unidos começaram a trabalhar no México. A Igreja Presbiteriana do Norte cobriu a Cidade do México, San Luis Potosí, Villa de Cos e o Distrito Federal. Mais tarde, seus esforços foram ampliados em Guerrero, Oaxaca, Veracruz e Tabasco. A Igreja Presbiteriana do Sul foi ativo no Texas e Matamoros, Tamaulipas. Os primeiros missionários presbiterianos foram Rev. Thompson e Rev. Paul H. Petkin Rev Maxwell Philips P. Mallen Ailen da Igreja Presbiteriana dos EUA que chegaram a Veracruz. Este trabalho progrediu rapidamente. Rev Hutchinson ficou na Cidade do México, enquanto os outros se mudaram para o norte, para Zacatecas e San Luis Potosi. Outra missão no México surgiu com pessoas que romperam com a Igreja Episcopal. de Sr. Morales Arcadio formaram a primeira congregação presbiteriana no México. Morales plantou a Igreja Divino Salvador, ele se tornou o primeiro pastor da igreja, em 1882, o número de membros da Igreja cresceu para 552, tornou-se a primeira congregação que possa sustentar o seu pastor. Mais cedo, em 1878 os primeiros 11 ministros mexicanos foram ordenados.

### O Primeiro Presbitério
Em 12 de maio de 1885 o primeiro Presbitério, o Presbitério da Cidade do México foi organizada. Mais tarde, em 1896, um novo Presbitério foi organizado o Presbitério do Golfo do México. Na década de 1890 esses missionários presbiterianos uniram seus esforços.

### Estabelecimento Formal e  Plano Cincinnati
Em 1901, a Igreja Nacional Presbiteriana do México realizou seu primeiro sínodo, com 73 igrejas e 5.500 membros. Quatro presbíteros estavam representados a partir de Cidade do México, Zacatecas, Tamaulipas, e no Golfo do México.
Em 1918, presbiterianos norte-americanos, os Discípulos de Cristo e da Igreja Metodista reuniu-se em Cincinnati, e dividiram o trabalho missionário do país do México entre eles.  
O Plano Cinncinati surgiu porque a Revolução Mexicana havia causado a saída dos missionários para fora do país, assim para o protestante recapturar esse plano em que foi declarado foi concebido:
1. Criar um comitê de imprensa e publicações onde havia apenas um editor, um jornal Christian envolvendo todas as denominações.
2. Tendo escola única inter-denominacional Bíblica e seminário teológico em Coyoacán. E criar uma escola para cada igreja organizada e uma escola mista superior em cada região ocupada por cada denominação. Uma faculdade inter-denominacional para todo o país.
3. O país foi dividido geograficamente para cada denominação incluindo Congregacionais, batistas, Discípulos de Cristo, Quakers, presbiterianos do Norte, presbiterianos do Sul, metodistas do Norte, do Sul e metodistas foram Igreja Presbiteriana Reformada.
4. Metodistas iria receber toda a região norte, presbiterianos ocupar sul Michoacán, Guerrero e do Estado do México, enquanto os presbiterianos norte iria trabalhar na Cidade do México, Veracruz, Oaxaca, Chiapas, Tabasco, Campeche e Yucatán.

Os Presbiterianos norte-americanos trabalharam na parte do sul do México e na região norte se tornou o campo missionário dos metodistas. Os presbiterianos obtiveram o território de Tamlico para o Sul e Sudeste, de trabalho reduzida apenas os estados de Oaxaca, Chiapas, Tabasco, Campeche, Yucatán, no sul do território Veracruz e Quintana Roo. igrejas presbiterianas no norte do país foram orientados a tornar-se Metodistas, enquanto que os metodistas do sul foram orientados a adorar como presbiterianos. Muitas igrejas em Nueva Leon e Monterrey resistiram e permaneceram na dobra Presbiteriana.
Na América Latina - de acordo com este plano - os presbiterianos obtiveram a Guatemala, Chile e Colômbia, e os Metodista a Costa Rica e Bolívia. Em 1919 o Presbyteries de Tamaulipas e Zacatecas e Leandro em 65 considerou que o plano era algo para dissipar os presbiterianos do México. Então eles decidiram terminar o trabalho de presbiterianos do sul e agradecer somente. Metodistas se queixaram de que os presbiterianos lhes deu nenhum templo no norte enquanto eles próprios as igrejas presbiterianas em Cuernavaca, Toluca, Morelia havia concedido. Em 28 de Novembro de 1919, a Igreja Nacional Presbiteriana no México foi oficialmente formada. 
Alguns dos efeitos negativos sobre a IPNM foi a perda de várias escolas no norte do México, e no partir do trabalho missionário. A editora El Faro foi à falência e perda de propriedade na Cidade do México e, portanto, a adesão. A Igreja Presbiteriana do México foi dividido em duas ideologias entre 1920 e 1930:. Conservadores e de cooperação com o plano.

### Nova Constituição
Em 22 de julho de 1937 a Constituição da igreja foi traduzido pelo Dr. Enrique C. Thompson foi aprovado na Assembleia Geral na cidade de Toluca pela Igreja Nacional Presbiteriana no México e, posteriormente, aprovou a edição revisada comum chamado de "Torres Edition".

### Desenvolvimento da Igreja
Na década de 1920, um ministério entre o povo de Chiapas começou em população de língua espanhola e em 1950 uma aproximação entre os povos de língua maia foi feito, como Chol, Tzotil, Tzeltzal grupos indígenas. Hoje a região de Chiapas está entre as fortalezas da denominação. Seis presbitérios trabalham nas regiões do sul do Chiapas, Oaxaca e Huasteca Potosina e trabalhando com pessoas locais em suas línguas.
Em 1947 a primeira Assembleia Geral, foi organizada, com nove presbitérios, e em 1972 a denominação celebrou o seu 100º aniversário de vida. As igrejas presbiterianas mexicanas e norte-americanas concordaram em um esforço conjunto de evangelizar. 

### Status recente
Em 1972, a igreja precisava de apoio externo porque o Plano quebrou seus esforços por décadas nas missões no norte do país. A IPNM já era composta por três Sínodos e 18 Presbitérios. A Igreja propôs um uma moratória para evitar depender de missões estrangeiras e começam a ficar por conta própria e destacar-se no senário nacional, com exceção dos missionários da Igreja Reformada da América para continuam a trabalhar em Chiapas. No futuro, eles poderiam se candidatar ao financiamento, desde que a IPNM a autorize. 
Na década de 1990 a igreja teve 4.800 congregações, 1,2 milhões de membros em 40 Presbitérios e 7 Sínodos.

### Século XXI
Em 2010, foi relatado que a INPM tinha cerca de 2.800.000 membros, em 6.000 locais de culto, 69 presbitérios e 14 sínodos.
Em 2014, foi relatado que a denominação tinha cerca de 2 milhões de membros, em 6.000 igrejas ou congregações.
A igreja tem quatro conexões: União Nacional das Sociedades das mulheres (tem uma Escola Bíblica Central para missionários e Conselho Editorial), a União Nacional das Sociedades para Cristãos Endeavor (Juventude), a União Nacional das Sociedades por Cristãos Endeavor Intermediário e Professores União Nacional de Igrejas.

A Igreja Presbiteriana é o corpo protestante (entre batistas e metodistas) mais importante do México, aparece com destaque em Chiapas núcleo e há um monte de membros, incluindo índios na região Sudeste, como Tabasco, Yucatán, Campeche, Quintana Roo e Veracruz. 

## Governança
A igreja é responsável por seu próprio governo, e é administrado por acórdãos de anciãos(presbíteros), ensinando presbíteros e diáconos. O mais alto tribunal da Igreja é a Assembleia Geral. Atualmente a Igreja Nacional Presbiteriana no México tem 69 presbitérios, espalhados por todo o país. 
Existem 14 sínodos, que são: 
- O Primeiro Sínodo
- Península de Yucatán
- Distrito Federal
- Golfo do México
- Israel
- Chuvas de Graça
- Centro
- Nordeste
- Chol
- Tabasco
- Tzeltal de Chiapas
- Sudeste Chiapas
- Mexiquense
- Sínodo Guerrero[18][19]

## Teologia
A teologia da Igreja é conservadora e Credos e Confissões representam sua herança Reformada e Presbiteriana. A liturgia é um híbrido - hinos tradicionais e indígenas são cantadas, e pode ser acompanhada por órgão ou piano. A guitarra é frequentemente utilizado, assim como os salmos métricos.

### Símbolos de Fé
- Confissão de Fé de Westminster
- Catecismo Maior de Westminster
- Breve Catecismo de Westminster
- Institutas da Religião Cristã
- Segunda Confissão Helvética
- Confissão Belga[5]
- Cânones de Dort
- Catecismo de Heidelberg
- Confissão de Fé da Igreja da Escócia[21][22]

As Institutas da Religião Cristã(escritas por João Calvino) são amplamente utilizadas nas igrejas. 

### Credos Cristãos
- Credo dos Apóstolos
- Credo Niceno
- Credo de Atanásio[23]
- Credo de Calcedônia[24]

### Sacramentos
A Igreja Nacional Presbiteriana no México, de acordo com sua herança Protestante Reformada, admite que há apenas dois sacramentos instituídos por Jesus Cristo, estes sacramentos são:

#### Batismo
A Igreja Nacional Presbiteriana do México considera o Batismo como o ato pelo qual aqueles que creem em Jesus Cristo e o aceitaram como Salvador e Senhor e eles têm testemunhado através de uma profissão pública da sua fé, não só sejam admitidos na Igreja Visível e dentro da família de Deus, mas através do ato receber o sinal e selo do Pacto da Graça e, assim, expressar que eles experimentaram em seu encontro pessoal com Cristo, a lavagem ou regeneração que opera o Espírito Santo dentro de suas vidas. O elemento externo usado para este ato é a água comum e como e prático para administrar, crianças e adultos, é por aspersão ou efusão e deve ser presidida pelo devidamente autorizado pelo Presbitério um ministro e administrado em o nome do Pai, do Filho e do Espírito Santo. Em casos especiais, você pede-se a um ancião da igreja, devidamente autorizado pelo presbitério. Este sacramento deve ser administrado uma vez a cada pessoa. Além disso, ele deverá ser conduzida perante a congregação como um ato de testemunho público de fé. O sacramento do batismo de crianças, filhos de membros da Igreja é dado (pelo menos um dos pais), tomando-os como beneficiários do Pacto da Graça. 

#### A Ceia do Senhor
Para a Igreja Presbiteriana é o sacramento, que expressa a obra redentora de Jesus Cristo e um dos meios de graça para a nutrição espiritual e testemunho dos crentes sobre sua união com Cristo, como o novo Povo de Deus; união selada com a Nova Aliança, através de seu sangue. Ela reconhece que este sacramento foi instituído diretamente por Jesus Cristo, na noite em que foi entregue a seus inimigos. Usa-se dois elementos, pão e vinho. Como o pão, o pão comum, a cargo de cada igreja. Embora algumas igrejas preferem usar pão ou bolachas sem fermento, sendo livre para fazê-lo. Como para o vinho, sumo de uva preferencialmente usando autêntico; também pode ser usado para consagrar vinho.

## Seminários, Educação e Instituições ligadas a Igreja
- Seminário Teológico Presbiteriano San Pablo em Mérida, Yucatán[16]
- Seminário Teológico Presbiteriano do México
- Seminário Teológico Presbiteriano de Tabasco, Nacajuca, Tabasco
- Sociedade Educacional Juarez (Instituto Juarez de Coyoacán)
- Colégio Americano em Mérida, Yucatán.
- Organização Movipres[25]
- Educadora Mexicana, S.C.
- Hospital de la Amistad de Ometepec, Guerrero.
- Sanatório La Luz
- Publicações El Faro

### Forma de Governo
A Igreja Nacional Presbiteriana do México tem um governo da igreja, que seja governada por anciões ou presbíteros da igreja. O governo da igreja Presbiteriana compreende:
1. A Igreja (comunidade).
2. Membros (individualmente).
3. Ordenação.
4. Oficial.
5. Os corpos.
6. A constituição e a disciplina.
7. O livro de culto e liturgia.
8. Os símbolos doutrinários.

Cada igreja local pode emitir seus direitos de voto através de reuniões congregacionais. As igrejas locais têm diferentes formas de organização dentro de si e está sob os cuidados, direção e autoridade do consistório. Estas organizações podem ser:
1. Escola de Formação Cristã (catequese).
2. Sociedades das mulheres.
3. Sociedades Cristãs Endeavor, as crianças, Intermediário e Juventude.
4. E outras consideradas necessárias na igreja local.

- Oficiais da igreja

Os oficiais da igreja são:  
1. Os ministros da palavra de Deus e os sacramentos. Eles são coloquialmente chamado de pastores.
2. Os anciãos da igreja.
3. Diáconos.
4. Consistório

- 'O Consistório

O Consistório é o grupo de anciãos (mínimo de três) e o pastor da igreja local. É o primeiro órgão de governo da Igreja Presbiteriana e tem autoridade sobre ela e seu campo ministerial entre os quais as congregações, missões e instituições serviços.
- Presbitério

O Presbitério é o segundo órgão de governo da Igreja Presbiteriana do México, em ordem crescente; e tem um papel central à procura internamente relacionar com outras igrejas. Um presbitério é composto por todos os ministros e presbíteros e seus respectivos suplentes de cada igreja dentro de uma jurisdição certo e determinado, desde que o número de ministros e do Igreja não é inferior a quarto ou cinco.
- Sínodo

O Sínodo é um dos maiores corpos no sistema presbiterianismo e representa a Igreja e, particularmente, a Assembleia Geral dentro de uma jurisdição regional; É o terceiro órgão de governo da Igreja Presbiteriana em ordem crescente. Coordena este corpo, inter-relações e recursos em matéria de disciplina; Assegura a ligação entre a Assembleia Geral e os presbitérios. O sínodo é composto por pelo menos três presbitérios devidamente constituídas e cobre uma vasta área geográfica sob a sua responsabilidade.
- Assembleia Geral

A Igreja Nacional Presbiteriana no México É dirigido e governado pelo órgão regulador de posição superior e oficialmente chamado de "Respeitável Assembleia Geral da Igreja Nacional Presbiteriana, no México". É o último e quarto corpo permanente de governo da igreja (em ordem crescente) e representa todas as igrejas locais, congregações, missões, órgãos de igreja, instituições de serviços e organizações que pertencem à igreja em todo o país a que pertence todos os órgãos governamentais dentro dele. R. Assembleia Geral tem uma placa, que é composto por um Presidente. um Vice-Presidente, um Secretário e um Tesoureiro.

### Hino
A Igreja Nacional Presbiteriana do México tem um hino oficial o "Soberano Senhor dos Mundos" de autoria de Felix Gomez.

### Bandeira
A IPNM tem a sua própria bandeira.O azul significa que a Igreja está sob o domínio do México. O Branco significa a salvação através de Cristo. A cruz vermelha simboliza a obra redentora de Jesus Cristo. A bandeira é colocada em plataformas ou nas templos, com a bandeira nacional mexicano à direita e a bandeira Presbiteriana do lado esquerdo.

## Fatos recentes
Na sua 2011 Assembleia Geral, a Igreja Nacional Presbiteriana do México votou por terminar seu relacionamento de 139 anos com a Igreja Presbiteriana (EUA), porque ele discordou com a sua decisão de ordenar ministros gays e lésbicas. A parceria missão também entre estas igrejas foi dissolvido. Na mesma Assembleia Geral, a Igreja mexicana votaram contra a ordenação de mulheres ministras. A igreja excluiu a possibilidade de mulheres ministrarem a partir do rolo Nacional em 2013 pela Comunhão das Igrejas Presbiterianas e Reformadas no México, por causa das diferenças nas formas em que a Bíblia é lida e entendimentos sobre o papel das mulheres na Igreja.

## Relações Inter eclesiásticas
A Igreja Nacional Presbiteriana do México, mantém boas relações tanto oficiais e fraternas com algumas organizações internacionais, nacionais e regionais dentro da comunidade Reformada, tais como:
- Comunhão Mundial das Igrejas Reformadas(é uma das denominações associadas)[30]
- Fraternidade Reformada Mundial(é uma das denominações associadas)[31]
- Fraternidade Latino-Americana de Igrejas Reformadas(é uma das denominações associadas)
- Aliança das Igrejas Presbiterianas e Reformadas na República do México(é uma das denominações associadas)[8]
- Igreja Reformada na América[32]
- Igreja Presbiteriana na América
- Igreja Cristã Reformada da América do Norte

A igreja trabalha em cooperação com a Igreja Presbiteriana do Chile na plantação de igrejas no país. 
A IPNM não tem nenhuma relação com a Igreja Católica Romana. 
Além disso, também a Igreja Nacional Presbiteriana do México mantém relações fraternas com outras organizações evangélicas e inter-denominacionais, tais como:
- Sociedade Bíblica do México, A.R.
- Confederação Evangélica Nacional do México (CONEMEX)
- Comissão de Defesa Nacional Evangélica.
- Visão Mundial.
- Alfalit.
- VELA.
- CLAI

## Missões
Igreja Nacional Presbiteriana do México trabalhar em conjunto com a Igreja Presbiteriana na América(IPA) em missão no ministério fronteira EUA-México e, na parte sul do país, bem como na cidade capital do México, Monterrey, Guadalajara e Acapulco.
Alguns missionários reformados cristãos cooperar e trabalhar para a Igreja Nacional Presbiteriana no México.